# Otobe
Otobe (乙部町, Otobe-chō) és una vila i municipi de la subprefectura de Hiyama, a Hokkaido, Japó. Otobe és l'únic municipi del districte de Nishi.

## Geografia
El municipi d'Otobe es troba al sud-oest de la península d'Oshima, fent costa amb la mar del Japó. El terme municipal d'Otobe limita amb els d'Esashi al sud, Assabu a l'est i Yakumo, a la subprefectura d'Oshima, al nord.

## Història

### Cronologia
- 1902: S'estableix el municipi d'Otobe amb la classificació de poble.[3]
- 1965: El poble d'Otobe esdevé vila.

## Transport

### Ferrocarril
Al municipi no existeix cap estació de tren ni via per on passe. L'estació més propera és al municipi veí de Yakumo, per on passa la línia principal Hakodate de la Companyia de Ferrocarrils de Hokkaido.

### Carretera
- Nacional 229
- Nacional 276
- Nacional 277
- Prefectural 460
- Prefectural 461
- Prefectural 1061